# Municipio de Delaware (condado de Hamilton)
El municipio de Delaware (en inglés: Delaware Township) es un municipio ubicado en el condado de Hamilton en el estado estadounidense de Indiana. En el año 2010 tenía una población de 30617 habitantes y una densidad poblacional de 754,78 personas por km².

## Geografía
El municipio de Delaware se encuentra ubicado en las coordenadas 39°57′30″N 86°1′32″O / 39.95833, -86.02556. Según la Oficina del Censo de los Estados Unidos, el municipio tiene una superficie total de 40.56 km², de la cual 39.42 km² corresponden a tierra firme y (2.83%) 1.15 km² es agua.

## Demografía
Según el censo de 2010, había 30617 personas residiendo en el municipio de Delaware. La densidad de población era de 754,78 habitantes por km². De los 30617 habitantes, el municipio de Delaware estaba compuesto por el 88.02% blancos, el 4.52% eran afroamericanos, el 0.14% eran amerindios, el 4.3% eran asiáticos, el 0.01% eran isleños del Pacífico, el 1.24% eran de otras razas y el 1.77% pertenecían a dos o más razas. Del total de la población el 3.4% eran hispanos o latinos de cualquier raza.